# Alice Rahon
Alice Rahon (Chenecey-Buillon (Doubs), 8 de juny de 1904 – Ciutat de Mèxic, setembre de 1987) Va ser una poetessa i artista francesa/mexicana, que amb el seu treball va contribuir al començament de l'expressionisme abstracte a Mèxic. Va començar escrivint poesia surrealista a Europa, i es va desenvolupar com a pintora a Mèxic. Va ser una artista prolífica des de finals de la dècada de 1940 fins a la de 1960, exposant la seva obra freqüentment a Mèxic i als Estats Units. Va mantenir un gran cercle d'amics en aquests dos països.
El seu treball va quedar lligat al surrealisme, però també va ser innovador incloent elements abstractes i utilitzant noves tècniques com l'esgrafiat i l'ús de materials com la sorra per donar textura. Va començar a aïllar-se al final de la seva vida a causa de problemes de salut. Alice Rahon ha estat una artista oblidada fins fa molt poc, malgrat la seva gran influència en l'art mexicà modern.
L'any 2009 el Museu d'Art Modern de Mèxic li va dedicar una retrospectiva (Alice Rahón. Una surrealista en México (1939-1987), Mèxic: Museo de Arte Moderno / Artes de México, 2009).

## Biografia
Rahon va néixer com a Alice Marie Yvonne Philppot a Chenecey-Buillon, Quingey, a l'est de França. Quan tenia tres anys, va tenir un accident en el qual es va fracturar el maluc dret. La recuperació va ser llarga i això va fer que creixés apartada dels altres nens i que passés moltes estones llegint, escrivint i dibuixant al jardí de casa dels seus pares. La seva vida solitària es va veure reforçada pel fet que a l'edat de 12 anys es va trencar la cama i va haver de passar una temporada a casa, de nou allunyada dels altres nens. Aquests fets van fer que esdevingués una dona amant de la solitud.
Es va quedar embarassada quan era molt jove, però el nen tenia un defecte congènit i va morir poc temps després de néixer.
Quan ella i la seva germana Geo Dupin eren joves, van anar a viure a París. Allà van descobrir l'escena bohèmia que hi havia a la ciutat. El 1931 va conèixer l'artista Wolfgang Paalen i es van casar el 1934. Ambdós es van involucrar al moviment surrealista i va conèixer molts i moltes artistes, com l'Eva Sulzer, una fotògrafa suïssa, amb la qual va mantenir una forta amistat al llarg de tota la seva vida.
El 1933 va visitar, amb Wolfgang Paalen, les coves d'Altamira i el 1936 va viatjar a l'Índia amb la poetessa Valentine Penrose. Aquests dos viatges van tenir un gran impacte en la seva vida i en el seu art. Va viatjar també a Alaska, Canadà, Estats Units, Líban, i Mèxic. L'any 1937 va començar a treballar amb la dissenyadora Elsa Schiaparelli i va obrir a París una tenda de barrets de moda.
L'any 1939 Rahon coneix a Frida Kahlo a París i aquesta la convida a visitar-la a Mèxic. Van arribar a Mèxic l'any 1939, després d'haver viatjat pel Canadà i la Colúmbia Britànica coneixent les cultures índies. Rahon es va fer molt amiga de Frida Kahlo i de Diego Rivera. Amb Kahlo va compartir frustracions d'un cos fràgil i de la incapacitat de quedar-se embarassada, i també van compartir el seu art i els seus escrits durant aquest temps. El lligam amb l'artista mexicana la va portar a la creació duna pintura titulada La balada para Frida Kahlo.
La fascinació de Rahon i Paalen per Mèxic i l'esclat de la Segona Guerra Mundial el 1939 va fer que es quedessin al país permanentment, i el 1946, Rahon, es va convertir en ciutadana mexicana.
El 1947, Rahon i Paalen es van divorciar, i ella es va casar amb el canadenc Edward Fitzgerald However. A partir d'aquí, la vida social de Rahon va estar envoltada per artistes en diferents cercles artístics i intel·lectuals que es van exiliar d'Europa i que ja coneixia dels anys viscuts a Europa. Aquestes amistats incloïen a Rufino Tamayo, Carlos Mérida, Octavio Paz, Henry Miller, Anaïs Nin, Henry Moore, també Kahlo i Rivera, així com al grup d'artistes europeus vinculats al surrealisme que s'havien exiliat a Mèxic: Remedios Varo, Benjamin Péret, Leonora Carrington, Kati Horna, José Horna, Eva Sulzer, etc. També va mantenir contactes amb artistes de Nova York i California. Va seguir viatjant gràcies a les seves exposicions als Estats Units i a diferents ciutats a Mèxic, passant llargs períodes a Acapulco.
El 1967 va caure per les escales a la inauguració d'una nova exposició a Mèxic i va sofrir una lesió a l'esquena que va fer que revisqués els seus anys de solitud de quan era jove. Durant els últims anys de la seva vida va viure pràcticament reclosa a la seva casa de San Ángel de Tlacopaque, a la ciutat de Mèxic, visitada per alguns dels seus amics com l'Eva Sulzer.
El 1987, quan ja no podia viure sola, va esser ingressada a un asil, on va morir pocs mesos després.

## Trajectòria
El primer que va fer Rahon va ser poesia. El 1935 va formar part del moviment surrealista a Europa, relacionant-se amb artistes com Paul Éluard i Max Ernst. El 1936 va publicar a França À la même la terre amb un gravat de Yves Tanguy i l'any 1938 Sable Couché amb un gravat de Miró. Els dos projectes van ser recolzats per André Breton. També va escriure Muttra i altres poemes mentre estava a l'Índia i que tenen clara influència de la cultura hindú. A Mèxic va anar deixant la poesia gradualment, però sí que va publicar una última col·lecció de treballs titulada Noir Animal, en la qual apareix un retrat de Rahon fet pel seu marit Paalen. Va participar en la creació de la revista Dyn, a la qual va fer diverses col·laboracions artístiques i editorials. Va treballar amb escriptors com Alfonso Caso, Miguel Covarrubias i Jorge Enciso. Encara que va deixar la poesia sempre es va mantenir lligada a ella, il·lustrant els poemes d'altres escriptors i escriptores.
La seva carrera com a pintora i artista visual va durar 40 anys es va començanr poc després d'haver arribat a Mèxic el 1939. Les seves primeres exposicions van ser el 1944 i 1945 a la Galería de Arte Mexicano, dirigida per Inés Amor. Va exposar molts cops a Mèxic entre els anys 40 i els 60, així com als Estats Units i fins i tot Beirut.
Rahon també es va interessar pel teatre i el cinema. A finals dels anys 40, es va començar a interessar especialment pel teatre de titelles. Va fer el guió i el vestuari per a una producció titulada Orion, el gran hombre del cielo, que mai es va escenificar. L'any 2009, a la retrospectiva que li van dedicar al Museu d'Art Modern de Mèxic, un grup anomenat Laboratorio de la Máscara la va dur a terme per primera vegada.
Va treballar en una pel·lícula amb el seu segon marit Edward Fitzgerald. La pel·lícula tractava sobre un mag que vivia al fons del mar i es titulava Les magiciens. Rahon va ajudar a finançar-la i a produir-la, però anys després, quan es va finalitzar el projecte, s'havia divorciat de Fitzgerald i la pel·lícula es va perdre.
A finals dels anys 60, va deixar gradualment de pintar. Es va retirar amb una exposició al Palacio de Bellas Artes el 1986, organitzada per Teresa del Conde, que era llavors directora del Instituto Nacional de Bellas Artes a Mèxic.
El seu aïllament i el fet que deixés de pintar va fer que fos gairebé oblidada per les joves generacions i els historiadors de l'art, malgrat que va tenir un paper molt important en el desenvolupament del moviment surrealista a Mèxic.

### Estil i temes
La poesia de Rahon evocava paisatges i escenes de la seva joventut i també versava sobre la immobilitat que va sofrir de jove i la nostàlgia.
Pel que fa a la pintura, va començar pintant amb aquarel·les, però la majoria del seu treball el va fer amb pintura a l'oli, tot i que es va atrevir a experimentar tècniques, especialment aquelles relacionades amb la textura. També va utilitzar la tècnica de l'esgrafiat als seus quadres.
Els temes més recurrents a la seva obra eren els paisatges, la naturalesa, els animals, elements de mites, ciutats imaginàries, festes mexicanes i també retrats metafòrics dels seus amics com Hombre atravesado por un río, en homenatge a André Breton o El hombre-pájaro, homenatge a Max Ernst. En els seus quadres es podia veure sovint la influència de l'art tribal, que va conèixer gràcies als seus viatges.
El seu treball, tot i ser surrealista en la majoria dels casos, també comença a mostrar el començament de l'art abstracte a Mèxic als anys 40, juntament amb Carlos Mérida i Gunther Gerzso.

## Obres

### Poesia
- À même la terre, 1936, Éditions Surréalistes
- Sable couché, 1938, amb un gravat de Joan Miró, Éditions Sagesse
- Noir animal, 1941, Éditions Dolores
- Au pays de Paalen, 1960
- Poèmes inédits, a Pleine Marge no 4, desembre 1986
- Salamandra - Salamandre, versió bilingüe (espanyol i francès), Mèxic: El Tucan de Virginia, 1996. Pròleg José Pierre. Prefaci i traducció de Lourdes Andrade. Cinéma

- Le Magicien, 1947, curt-metratge de marionetes, co-dirigit amb Edward Fitzgerald.

### Art
- Judas y la quimera, 1952.
- La balada de Frida Kahlo, 1956.
- Hombre atravesado por un río, 1967.

## Documentals
- Dominique et Julien Ferrandou, Alice Rahon: l'abeille noire, collection DVD Phares, 2012.[3]